# Armando Robles Godoy
Armando Robles Godoy (New York, 7 février 1923 - Lima, 10 août 2010) est un réalisateur et écrivain péruvien. Auteur de films désormais classiques, tels La muralla verde, il est considéré comme le fondateur du cinéma d'auteur péruvien.

## Biographie
Fils du compositeur péruvien Daniel Alomía Robles (auteur du fameux thème El cóndor pasa) et de la cubaine Carmela Godoy Agostini, il passe son enfance à New York. De retour au Pérou, il commence sans les achever des études de Médecine puis de Lettres à l’Université de San Marcos.
En 1949, fatigué par la monotonie de sa vie à Lima et par la médiocrité du gouvernement autoritaire de Manuel A. Odría, il s’installe comme colon dans la forêt du Huallaga (actuel Parc national Tingo María). Cette expérience de huit ans lui donne la matière de nouvelles et romans qu'il adaptera plus tard au cinéma.
En 1964, il réalise en autodidacte Ganarás el pan. Deux ans plus tard, il fonde la première école de cinéma du pays. Ses trois longs-métrages suivants, les premiers films péruviens récompensés dans des festivals internationaux, font de Robles Godoy le premier auteur de cinéma national : En la selva no hay estrellas (1967), La muralla verde (1970) et Espejismo (1972).
Attaché à élever la qualité artistique et technique du cinéma péruvien, il promeut en 1972 la Loi 19327 qui encourage et protège la production nationale, écrit sur le cinéma, mène des débats à la télévision et enseigne durant de nombreuses années. Il a deux filles avec Ada Rey : Delba et Marcela Robles, aujourd'hui poète.
Il meurt à Lima à 87 ans, victime de complications à la suite d'un accident de la circulation, après avoir réalisé six longs-métrages, environ vingt-cinq courts et moyens-métrages, ainsi qu'une telenovela colombienne (Los recién llegados).

## Style
(août 2023).
Influencé par le cinéma européen (Alf Sjöberg, Alain Resnais, Michelangelo Antonioni...), Armando Robles Godoy réalise des films modernes, stylisés et exigeants, en rupture avec la médiocre production nationale. Il a l'ambition d'utiliser tout le potentiel du langage cinématographique : il superpose les histoires, fragmente la temporalité grâce à de nombreux flashbacks, multiplie les symboles et métaphores visuelles. Influencé par son père compositeur et par l'ambiance propre à la forêt où il a longtemps vécu, il accorde une grande importance à la musique et à la matière sonore : ses films, lyriques, expressifs, sont de véritables expériences sensorielles.

## Longs métrages
- 1964 : Ganarás el pan (disparu)
- 1967 : En la selva no hay estrellas (es)
- 1970 : La muralla verde
- 1972 : Espejismo
- 1987 : Sonata Soledad
- 2003 : Imposible amor

## Principales récompenses internationales
- En la selva no hay estrellas : prix d'or au festival de Moscou
- La muralla verde : Gold Hugo (entre autres prix) au festival de Chicago et prix ACE du meilleur réalisateur
- Espejismo : Catalina d'or au festival de Carthagène et nomination au Golden Globe du meilleur film en langue étrangère

## Sources et liens externes
- Ressources relatives à l'audiovisuel :   - Allociné
  - IMDb
  - Rotten Tomatoes
- Notices d'autorité :   - VIAF
  - ISNI
  - BnF (données)
  - IdRef
  - LCCN
  - GND
  - Japon
  - Pologne
  - WorldCat
- (es) Portrait du réalisateur sur le bulletin culturel du Ministère des Affaires étrangères (Pérou)